# Philhygra stylifera
Philhygra stylifera är en skalbaggsart som beskrevs av Lohse in Lohse, Klimaszewski och Ales Smetana 1990. Philhygra stylifera ingår i släktet Philhygra och familjen kortvingar. Inga underarter finns listade i Catalogue of Life.